# Richard-W.-Hamming-Medaille
Die Richard-W.-Hamming-Medaille ist eine Auszeichnung, die jährlich durch das IEEE (Institute of Electrical and Electronics Engineers) für außergewöhnliche Leistungen in der Informationstechnik vergeben wird. Die Medaille ist nach dem Mathematiker Richard W. Hamming benannt.

## Preisträger
| Jahr | Preisträger                                       | gewürdigte Leistung |
| ---- | ------------------------------------------------- | --- |
| 1988 | Richard Hamming                                   | Außergewöhnliche Pionierleistungen in der Informationstechnik, z. B. Hamming-Abstand                                                                      |
| 1989 | Irving Stoy Reed                                  | Vielfältige Leistungen, u. a. Reed-Muller-Code und Reed-Solomon-Code                                                                                      |
| 1990 | Dennis M. Ritchie und Kenneth L. Thompson         | U. a. das Computer-Betriebssystem Unix und die Programmiersprache C                                                                                       |
| 1991 | Elwyn R. Berlekamp                                | Grundlegende Beiträge zur Kodierungstheorie, u. a Berlekamp-Algorithmus                                                                                   |
| 1992 | Lotfi A. Zadeh                                    | Erfindung der Fuzzylogik |
| 1993 | Jorma J. Rissanen                                 | Beiträge zur Kodierungstheorie, u. a. arithmetisches Kodieren                                                                                             |
| 1994 | Gottfried Ungerböck                               | Trellis-Code-Modulation (TCM) zur Datenübertragung |
| 1995 | Jacob Ziv                                         | Beiträge zur Datenkompression, u. a. Lempel-Ziv-Welch-Algorithmus                                                                                         |
| 1996 | Mark S. Pinsker                                   | Bedeutende Beiträge zur Informationstheorie und Kodierungstheorie                                                                                         |
| 1997 | Thomas M. Cover                                   | Wichtige Beiträge zu Informationstheorie, Statistik und Mustererkennung                                                                                   |
| 1998 | David D. Clark                                    | Maßgebliche Beiträge zur Entwicklung der heutigen Internet-Architektur                                                                                    |
| 1999 | David A. Huffman                                  | Beiträge zur Kodierungstheorie, u. a. Entwicklung der Huffman-Kodierung                                                                                   |
| 2000 | Solomon W. Golomb                                 | Beiträge zur Kodierungstheorie, u. a. Maximum Length Sequence                                                                                             |
| 2001 | Alexander G. Fraser                               | Pionierleistungen auf dem Gebiet der Kommunikationsnetze, u. a. virtuelle Verbindung                                                                      |
| 2002 | Peter Elias                                       | Pionierleistungen in der Informationstheorie, u. a. Faltungscode                                                                                          |
| 2003 | Claude Berrou und Alain Glavieux                  | Bahnbrechende Beiträge zur Kanalkodierung, u. a die Turbo-Codes                                                                                           |
| 2004 | Jack K. Wolf                                      | Beiträge zu Theorie und Praxis der Informationsübertragung und -speicherung sowie Slepian-Wolf-Theorie für korrelierte Informationsquellen                |
| 2005 | Neil Sloane                                       | Beiträge zur Kodierungstheorie |
| 2006 | Wladimir I. Lewenstein                            | Beiträge zur Theorie fehlerkorrigierender Codes, u. a. die Levenshtein-Distanz                                                                            |
| 2007 | Abraham Lempel                                    | Pionierleistungen in der Datenkompression, insb. der Lempel-Ziv-Algorithmus                                                                               |
| 2008 | Sergio Verdú                                      | Beiträge zur Informationstheorie und der Entwicklung der Mehrbenutzer-Erkennung                                                                           |
| 2009 | Peter Franaszek                                   | Pionierbeiträge in Theorie und Praxis der eingeschränkten Kanalkodierung                                                                                  |
| 2010 | Whitfield Diffie, Martin Hellman und Ralph Merkle | Erfindung der Public-Key-Kryptografie, und deren Anwendung in sicherer Kommunikation                                                                      |
| 2011 | Toby Berger                                       | Beiträge zur Informationstheorie, insbesondere Datenkompression und ihre Anwendung                                                                        |
| 2012 | Michael Luby und Amin Shokrollahi                 | Beiträge zur Kodierungstheorie |
| 2013 | Arthur Robert Calderbank                          | Grundlegende Beiträge zur Kodierungstheorie, die Modems und kabellose Kommunikation beeinflussten                                                         |
| 2014 | Thomas J. Richardson und Rüdiger Urbanke          | Grundlegende Beiträge zu Kodierungstheorie, iterativer Informationsverarbeitung und Anwendungen                                                           |
| 2015 | Imre Csiszár                                      | Beiträge zur Informationstheorie, informationstheoretischer Sicherheit und Statistik                                                                      |
| 2016 | Abbas el Gamal                                    | For contributions to network multi-user information theory and for wide ranging impact on programmable circuit architectures.                             |
| 2017 | Shlomo Shamai                                     | Grundlegende Beiträge zur Informationstheorie und zur drahtlosen Kommunikation                                                                            |
| 2018 | Erdal Arikan                                      | Beiträge zur Informations- und Kommunikationstheorie, insbesondere die Entdeckung von polar codes und Techniken zur Polarisierung                         |
| 2019 | David Tse                                         | For seminal contributions to wireless network information theory and wireless network systems.                                                            |
| 2020 | Cynthia Dwork                                     | For foundational work in privacy, cryptography, and distributed computing, and for leadership in developing differential privacy.                         |
| 2021 | Raymond W. Yeung                                  | For fundamental contributions to information theory and pioneering network coding and its applications.                                                   |
| 2022 | Madhu Sudan                                       | For fundamental contributions to probabilistically checkable proofs and list decoding of Reed-Solomon codes.                                              |
| 2023 | Frank Kschischang                                 | For contributions to the theory and practice of error correcting codes and optical communications.                                                        |
| 2024 | Alexander Barg                                    | For contributions to the theory of error-correcting codes and their applications in distributed storage, non-volatile memory, and digital fingerprinting. |
| 2025 | Frans M. J. Willems                               | For contributions to multiuser information theory, source coding, and information-theoretic security.                                                     |